# Ugovor u korist treće strane
Ugovor u korist trećeg stvara takvu obavezu gde jedan ugovarač (obećavalac) preuzima obavezu prema drugom ugovaraču (obećajniku) da će izvršiti određenu naknadu u korist trećeg lica (korisnika). Ugovorom u korist trećeg obećalac daje obećanje obećajniku da će izvršiti naknadu korisniku. U toj obavezi obećalac je dužnik, a obećajnik, ali i korisnik je poverilac, jer ima pravo da neposredno zahteva izvršenje naknade od obećavaoca. 
Specifičnost ovog ugovora je upravo u tome što korisnik nije učestvovao u zaključenju ugovora, što znači da, po uobičajenoj terminologiji, on ne može biti ni poverilac ni dužnik. Poverilac i dužnik ugovorne obligacije su, u stvari, obećajnik i obećalac, te ukoliko obećalac da obećanje obećajniku da će izvršiti naknadu korisniku, jasno je da je takvo obećanje dvostruko, što znači da podrazumeva dva poverioca: obećajnika i korisnika. Drugim rečima, volja korisnika nije relevantna za nastanak ugovora u njegovu korist. Korisnik može odbiti poverilačko svojstvo, kao što se i svaki drugi poverilac može, u skladu sa privatnom autonomijom, odreći svoga prava ili ga jednostavno ne vršiti, u kom slučaju ostaje primarni poverilac, odnosno obećajnik. To znači da obaveza zasnovana ugovorom u korist trećeg opstaje i u slučaju kada treći odbije za sebe predviđenu korist. Međutim, praktično će ovakve situacije biti veoma retke. Obećalac i obećajnik mogu ugovoriti da treći, odnosno korisnik, ima samo pravo da primi izvršenje, ali ne i da zahteva izvršenje. U tom sučaju reč je o takozvanom nesavršenom (nepotpunom) ugovoru u korist trećeg. Takva pravna situacija naziva se i domiciliranje ugovora.

## Sličnosti sa zastupanjem
Ugovor u korist trećeg ima izvesne sličnosti sa zastupanjem, ali postoje i bitne razlike. Sličnost je u tome što i zastupanje i ugovor u korist trećeg imaju dejstvo prema trećem ( Slobodan Perovic (akademik) ) . Međutim, pri zastupanju (npr. Ugovor o punomoćstvu), zastupnik svojim izjavama volje obavezuje drugo, zastupano lice. Zastupnik obećava u ime zastupanog, tako da se imovinski efekti izjava volje zastupnika odnose na imovinu zastupanog. S druge strane, obećajnik je ugovarač sa obećavaocem, što znači da oni svojim izjavama volje, svojim obećanjima, obavezuju sebe, odnosno njihova obećanja se odnose na njihovu sopstvenu imovinu. Obećajnik, za razliku od zastupnika, može da ugovori samo korist za trećeg, što je ujedno i razlog da se treći naziva korisnikom. Prilikom zastupništva, zastupnik je, po pravilu, ovlašćen da ugovara i obaveze za zastupanog. U savremenim pravima, ugovor u korist trećeg ima najširu primenu u oblasti životnog osiguranja.

## Uslovi punovažnosti ugovora u korist trećeg
Ugovor u korist trećeg je, pre svega, ugovor, a to znači da su neophodna najmanje dva lica, odnosno dve strane, kao i svi opšti uslovi za nastanak jednog punovažnog ugovora.
Razlika u odnosu na druge ugovore jeste što obećajnik (dužnik) obećava obećajniku (poveriocu) da će naknadu izvršiti prema trećem licu, s tim da se ni obećajnik ne odriče prava da i sam traži izvršenje ugovorene naknade. Dakle, obećalac, kao dužnik, daje obećanje obećajniku, kao poveriocu, da će izvršiti naknadu korisniku.
S druge strane, kada je reč o opštim uslovima nastanka ugovora, ugovor u korist trećeg takođe podrazumeva postojanje sposobnosti ugovaranja strana ugovornica, njihovu saglasnost volja uz prisutnu nameru, predmet i svrhu ugovora i, eventualno, zakonom ili ugovorom određenu formu. 
Iz samog pojma ugovora se vidi da obećalac preuzima obavezu prema drugom ugovaraču, obećajniku, da će izvršiti određenu naknadu u korist trećeg lica. To, logično, znači da korisnik ne može biti ugovorna strana, odnosno korisnik, kao treće lice, ne učestvuje u kreiranju I zaključenju ugovora, ali davanjem svog pristanka dobija koristi iz tako ugovorene obaveze. Dakle, za nastanak te obaveze nije neophodna saglasnost korisnika. Za puno dejstvo ugovora u korist trećeg dovoljno je i ćutanje trećeg, jer ono u ovom slučaju znači pristanak. 
Korisnik može biti i lice lišeno poslovne sposobnosti, lice nad kojim je produženo roditeljsko pravo, maloletnik, čak i začetak. Naravno, korisnik mora biti određeno ili odredivo lice, jer u suprotnom, ugovor između poverioca i dužnika može biti punovažan, ali to svakako neće biti ugovor u korist trećeg.
Dejstva ugovora u korist trećeg 
Obaveza zasnovana u korist trećeg je specifična po svom dejstvu, jer podrazumeva trostruki pravni odnos i to između: 
1. obećajnika i obećaoca
2. obećajnika i korisnika
3. obećaoca i korsnika

Odnos između obećajnika i obećaoca je klasičan obligacioni odnos stvoren ugovorom. Oni su ugovorne strane povezane kauzalnim obećanjem, njih vezuje uzajamnost.
Odnos između obećajnikaiI korisnika – između ova dva lica postoji neki prethodni odnos koji predstavlja objašnjenje motiva stupanja u ugovorni odnos, odnosno stvaranje obaveze između obećajnika i obećaoca. Taj prethodni odnos objašnjava motiv obećajnika da postane obećavaočev poverilac, pri čemu obećalac može imati sasvim drugu vrstu motiva za stupanje u obligacioni odnos prema obećajniku.
Odnos obećaoca i korisnika - ovaj odnos se zasniva na “pozajmljenoj” kauzi. Otuda pravo korisnika da, iako nije ugovorna strana, neposredno zahteva ispunjenje naknade od obećaoca.

## Pravna priroda ugovora u korist trećeg
Složenost pokrenutih pitanja ugovora u korist trećeg je uslovila i različita teorijska shvatanja o suštini njegove pravne prirode. Ta shvatanja se kreću u širokom spektru - od polja ugovornih obligacija, preko drugih izvora oligacija, sve do shvatanja potpune posebnosti prirode obligacije koju stvara ugovor u korist trećeg. 
Razlikuju se četiri teorijska pogleda:
1. Teorija ponude
2. Teorija poslovodstva bez naloga (Negotiorum gestio)
3. Teorija jednostrane izjave volje i
4. Teorija sui generis.

## Zaključak
Kao što se da zaključiti, ugovor u korist trećeg je ugovorna obaveza koja je složenija u odnosu na druge. Ta složenost proizilazi iz dvostruke kauze i dvostrukog poverilačkog odnosa koji se javlja.